# Катајск
Катајск (рус. Катайск) град је у Русији у Курганској области. Према попису становништва из 2010. у граду је живело 14154 становника.

## Становништво
| 1939. | 1959.  | 1970.  | 1979.  | 1989.  | 2002.  | 2010.  |
| ----- | ------ | ------ | ------ | ------ | ------ | ------ |
| 2.800 | 11.824 | 14.338 | 15.829 | 16.789 | 15.836 | 14.154 |